# Aktinidie stříbrná
Aktinidie stříbrná (Actinidia polygama) je opadavá popínavá rostlina z čeledi aktinidiovité. Někdy je označována jako mini kiwi. Roste v horských oblastech Japonska a Číny ve výškách od 500 do 1900 metrů nad mořem.

## Popis
Řapíkaté listy mají stříbrné a bílé zbarvení, jsou 6–13 centimetrů dlouhé a 4–9 centimetrů široké. V době květu (červen) , se listy barví dozelena. V dospělosti dorůstá výšky 5–6 metrů.
Aktinidie stříbrná obsahuje vysokou koncentraci flavonoidů, izoprenoidů, saponinů a beta-karotenu. Je také bohatá na alkaloidy. Obsah vitamínu C je desetkrát vyšší než u zeleného čaje. Je také vyšší než u kiwi, jahod, borůvek či citronu.

## Použití
V tradiční čínské a japonské medicíně je aktinidie stříbrná používaná na léčení celé řady zdravotních problémů, jako třeba revmatismu, artritidy, různých srdečních onemocnění či na ochranu jater.
V korejském buddhismu se aktinidie namočená do tradičních korejských omáček používá ke zmírnění bolestí, diuréze, při zvýšeném krevním tlaku, pohlavních potižích a bronchitidě.